# Ostricourt
Ostricourt is een gemeente in het Franse Noorderdepartement (Frans: département du Nord) (regio Hauts-de-France). De gemeente telde 6.014 inwoners op 1 januari 2022 en maakt deel uit van het arrondissement Rijsel. In het westen is het dorp vergroeid met Oignies en Libercourt, die beide in het departement Pas-de-Calais liggen.

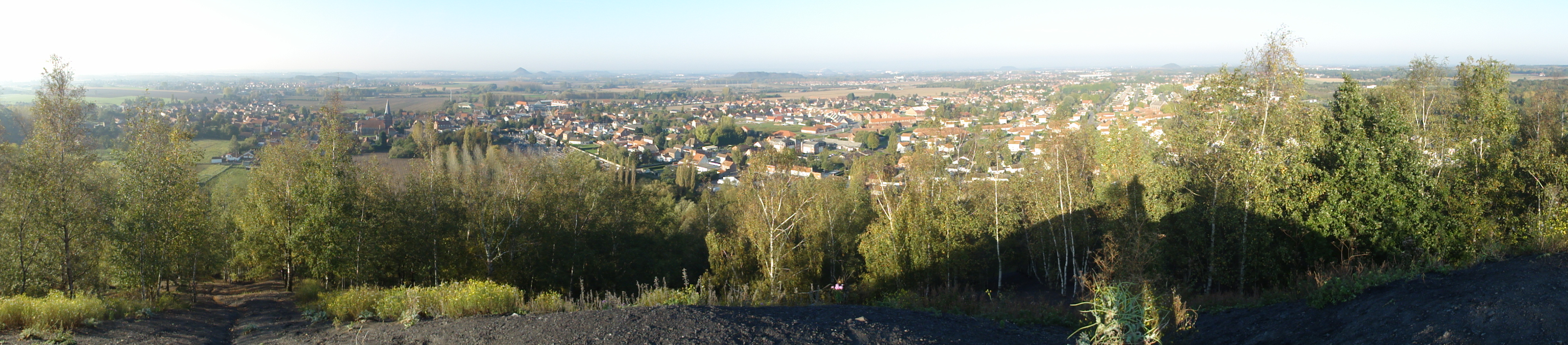
Zicht op Ostricourt vanaf Terril n° 108

## Geschiedenis
.

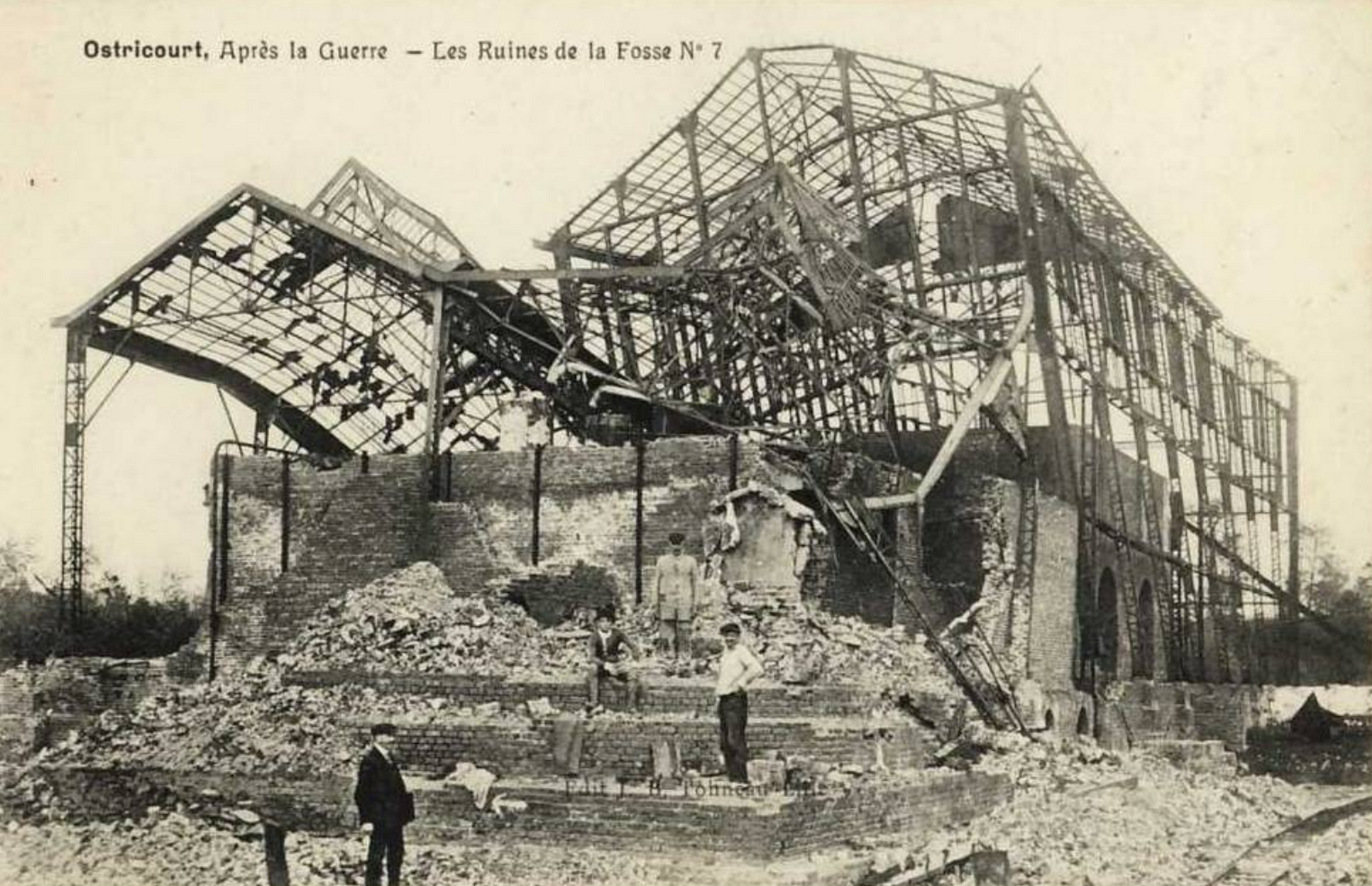
Ruïnes van mijnput n° 7 na de Tweede Wereldoorlog

In de tweede helft van de 19de eeuw werd in Ostricourt steenkool ontgonnen. De mijnen werden hier uitgebaat door de Compagnie des mines d'Ostricourt. In 1946 werd dit bedrijf in het kader van de nationalisatie van de steenkoolontginning opgenomen in de Groupe d'Oignies.

## Geografie
De oppervlakte van Ostricourt bedroeg op 1 januari 2022 7,6 vierkante kilometer; de bevolkingsdichtheid was toen 791,3 inwoners per km².

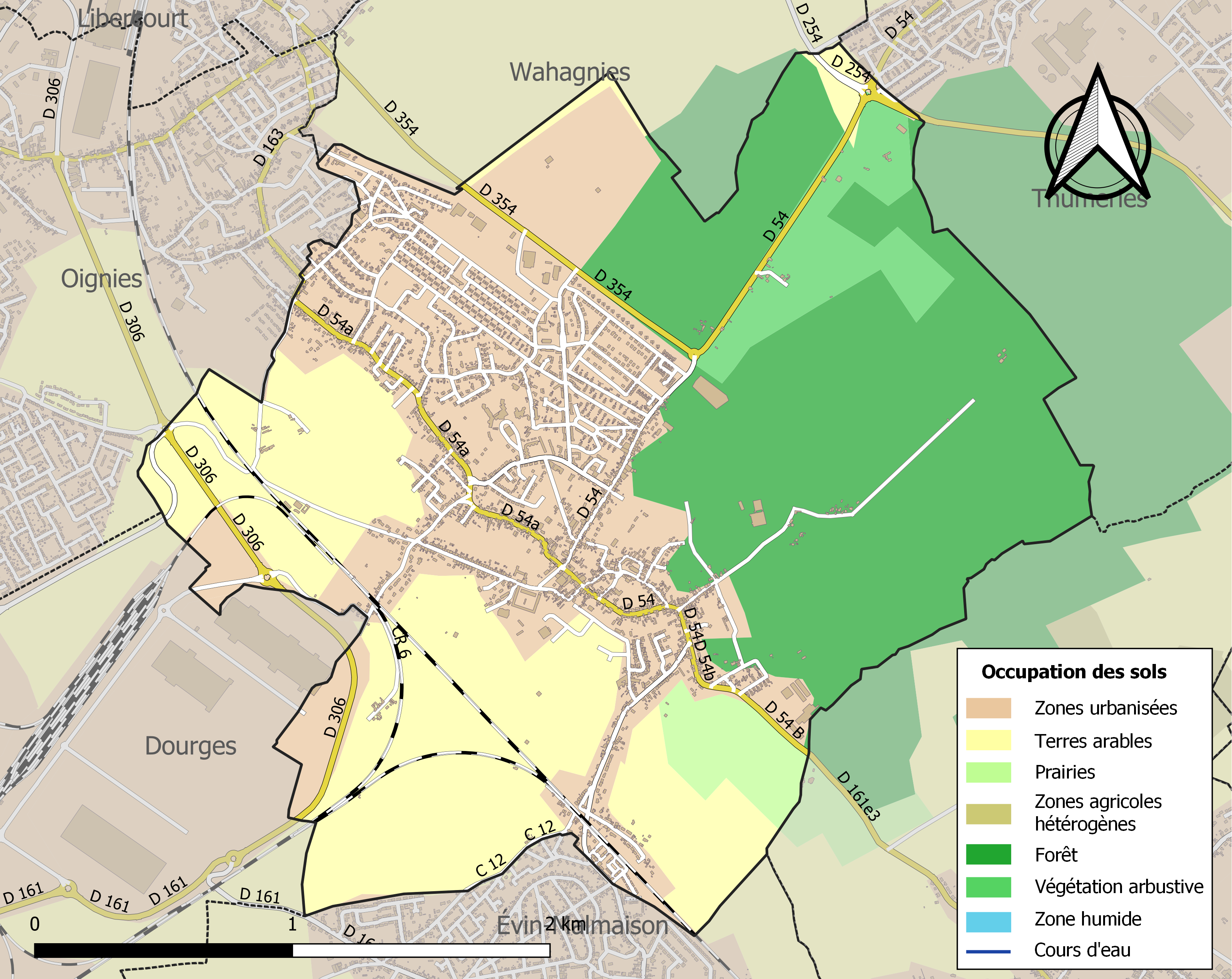
Kaart van de gemeente met belangrijkste infrastructuur, bodemgebruik en omliggende gemeenten

## Demografie
Onderstaande figuur toont het verloop van het inwonertal (bron: INSEE-tellingen).

## Bezienswaardigheden
- De Église Saint-Vaast
- De Église Saint-Jacques
- In het oosten van Ostricourt ligt, deels op het grondgebied van de gemeente, het Bois de l'Offlarde.
- Terril n° 108, een van de bewaarde mijnterrils.

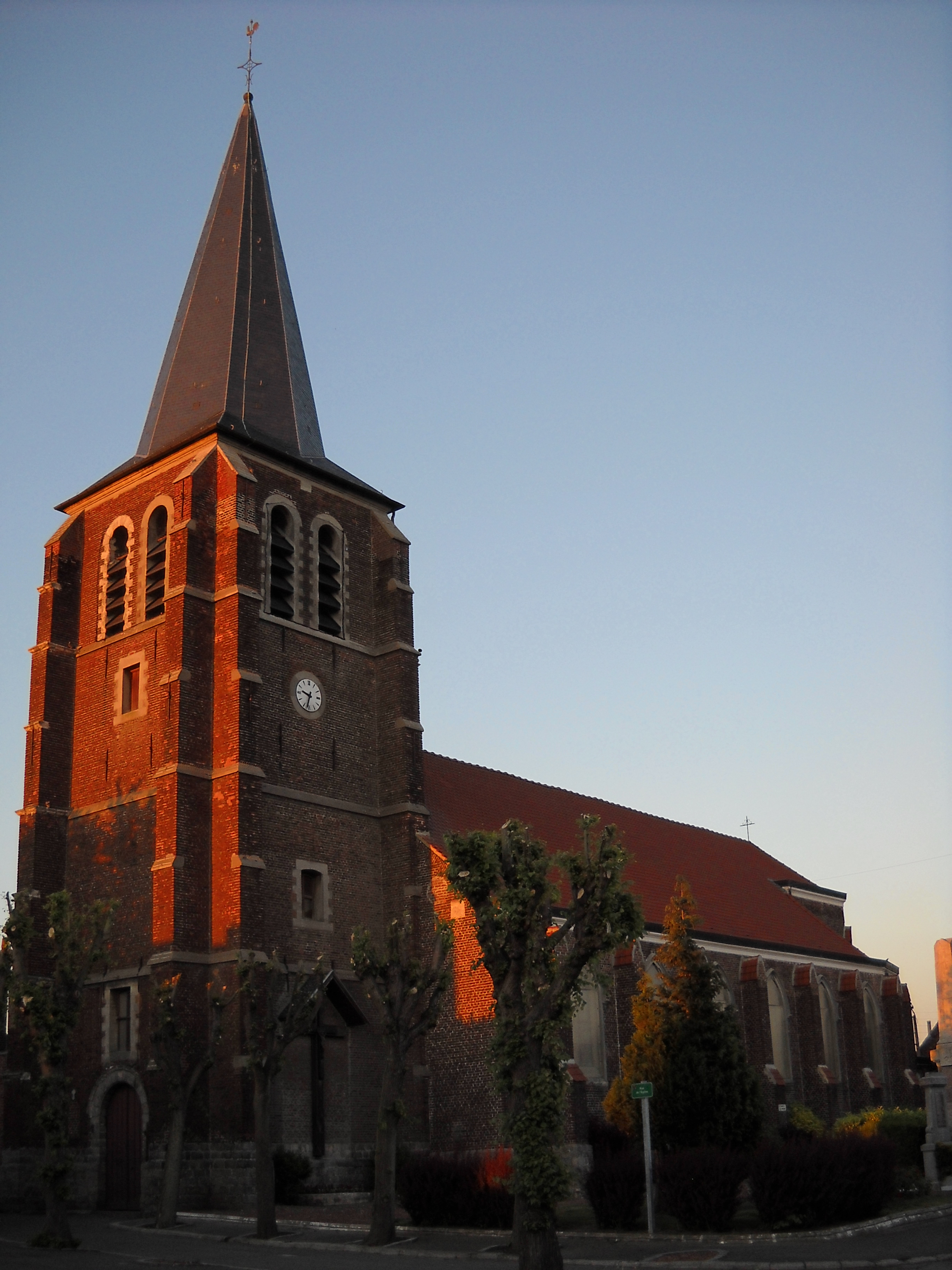
Église Saint-Vaast
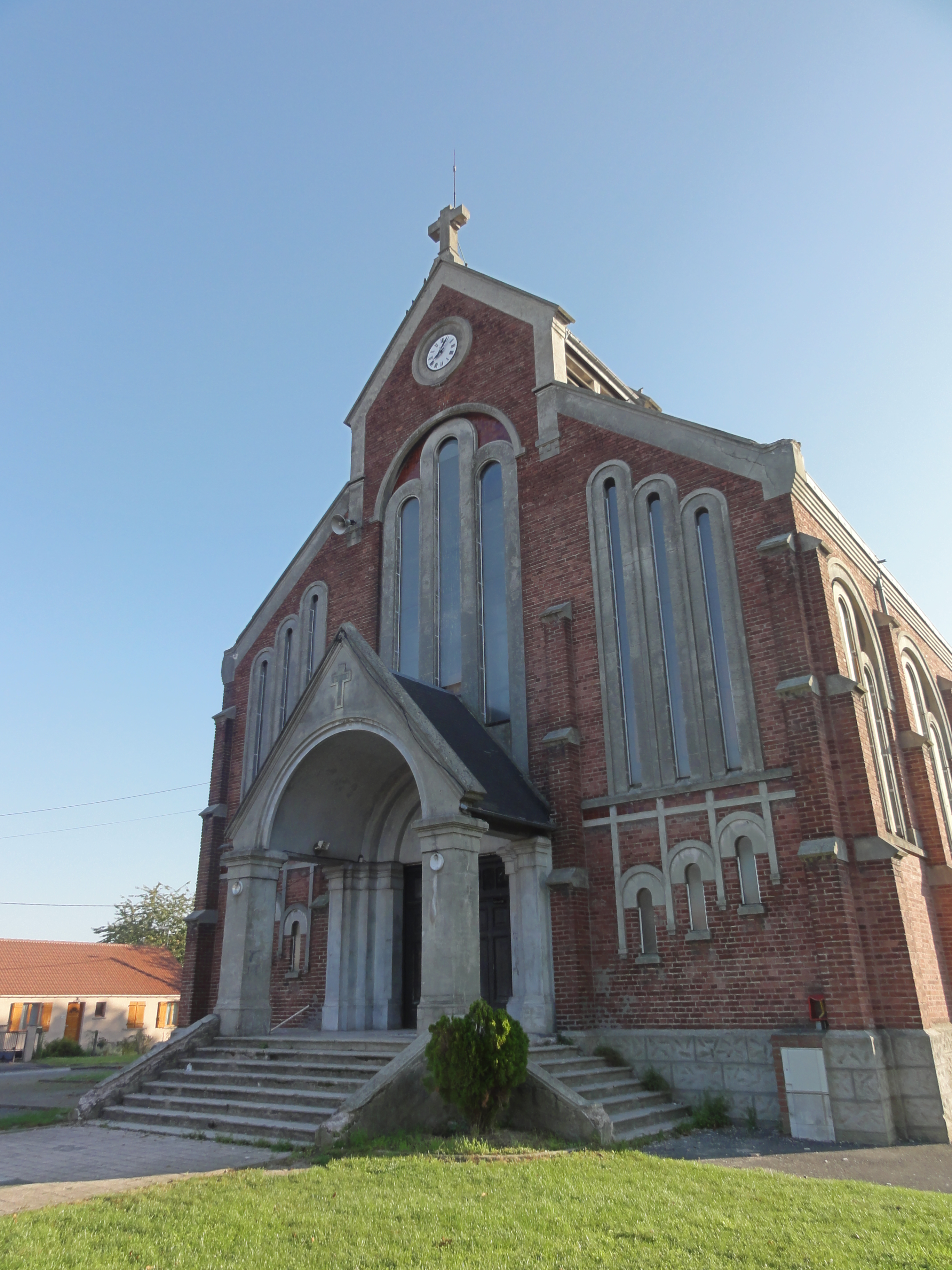
Église Saint-Jacques
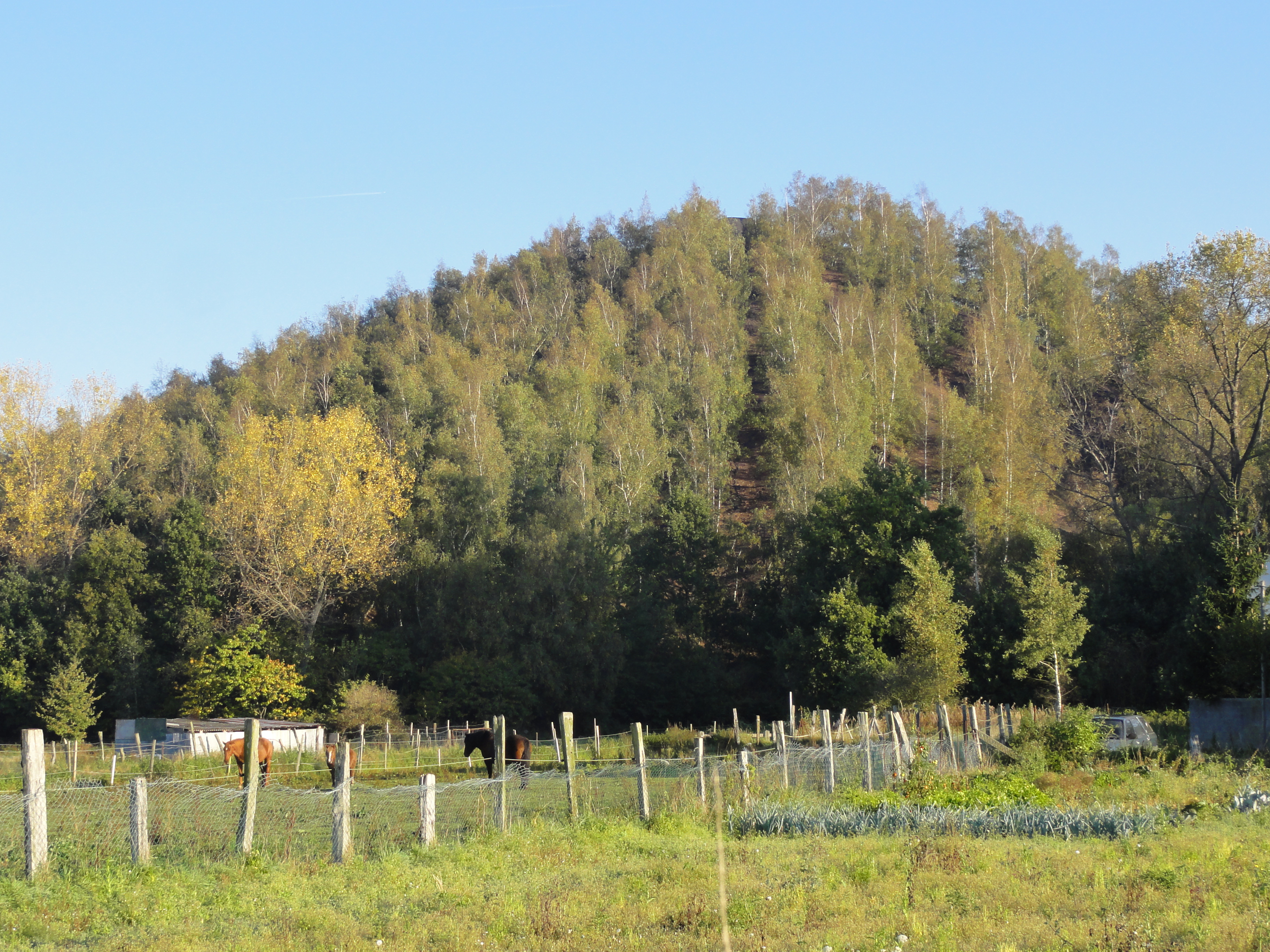
Terril n° 108

## Mobiliteit
In de gemeente ligt spoorwegstation Ostricourt.

## Bekende inwoners

### Geboren
- Georges Glineur (1911 - 1997), politicus